# Arseni Meshcherski
Arseni Ivánovich Meshcherski (en ruso: Арсе́ний Ива́нович Меще́рский; Vishnievolotsk, Gobernación de Tver; 1834 - San Petersburgo; 13 de noviembre de 1902) fue un pintor paisajista ruso. 

## Biografía
Su parentesco no se conoce con certeza, pero, según ciertas referencias en los registros familiares se cree que fue uno de los nobles Meshchersky o, al menos, que fue criado como uno de ellos. En 1854, cuando solo tenía veinte años, parece que recibió una formación artística exhaustiva. En ese momento, se matriculó en la Academia Imperial de las Artes, donde estudió con Fiódor Bruni, Sokrat Vorobiov y Timoféi Neff. Al año siguiente, participó en su primera exposición académica. 
En 1857 abandonó la Academia y se mudó a Suiza (a su propio costo o el de un mecenas) para mejorar sus habilidades de pintura al estudiar con el pintor paisajista Alexander Kalam (1810-1864). Dos años más tarde, expuso en la Academia, ganando una medalla de oro, el título de artista de primera clase y un estipendio que le permitió viajar a expensas del gobierno.  En 1864 regresó a su país, aunque continuó viajando extensamente y, tres años después, fue elegido para formar parte del séquito que acompañaba al Gran Duque Alekséi Aleksándrovich en su viaje alrededor del mundo. En 1876, fue nombrado profesor en la Academia.
En 1879, enfermó de neumonía y desarrolló complicaciones, estando cerca de la muerte durante casi dos meses. Se recuperó, pero sufrió dificultades respiratorias por el resto de su vida, especialmente en el invierno.
En 1886, fue galardonado con la Orden de Santa Ana, Tercer Grado. Una vez más comenzó a viajar. Visitó Turquía, Grecia, Italia y Suiza en el transcurso de los siguientes doce años.
A mediados de noviembre de 1902, el periódico Новое время (El Nuevo Tiempo) publicó un obituario (entre anuncios de jabón y guantes) señalando que "Arseni Meshcherski, profesor de pintura de paisajes, que una vez disfrutó de una gran popularidad ...", había muerto de un ataque de "asma".

## Trabajos

Arseny Meshchersky's works
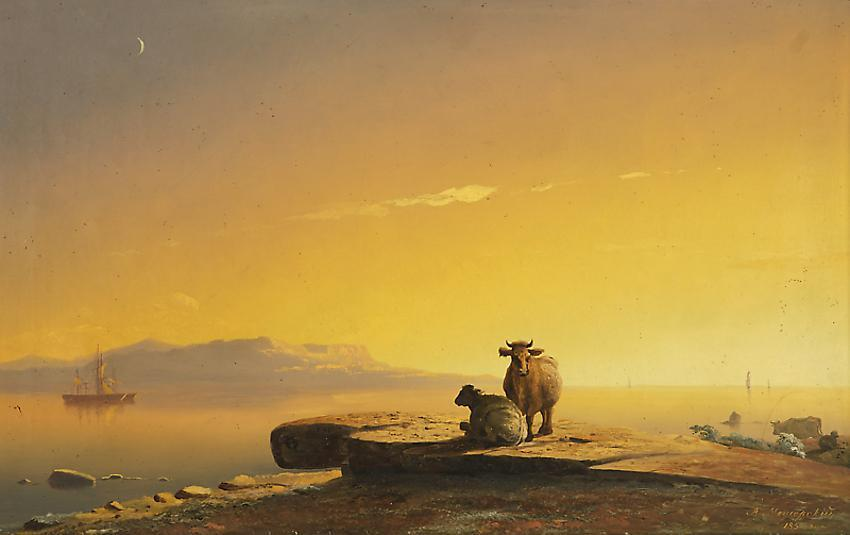
Tarde (1857)
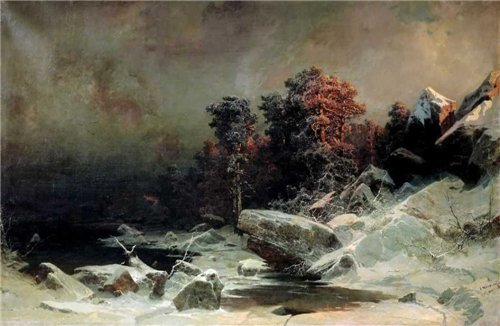
Tarde de invierno en Finlandia (1866)
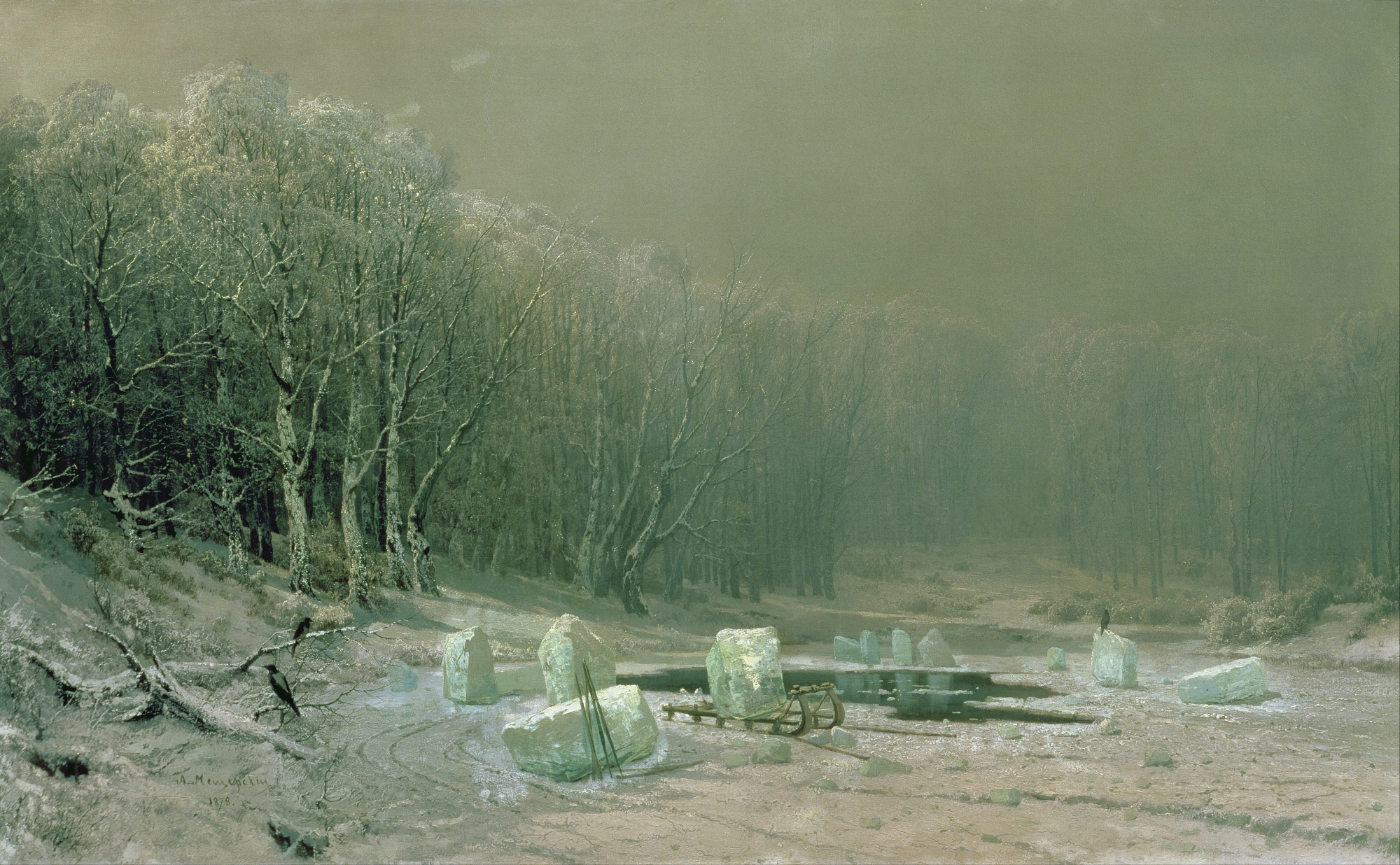
Invierno. Rompehielos (1878)
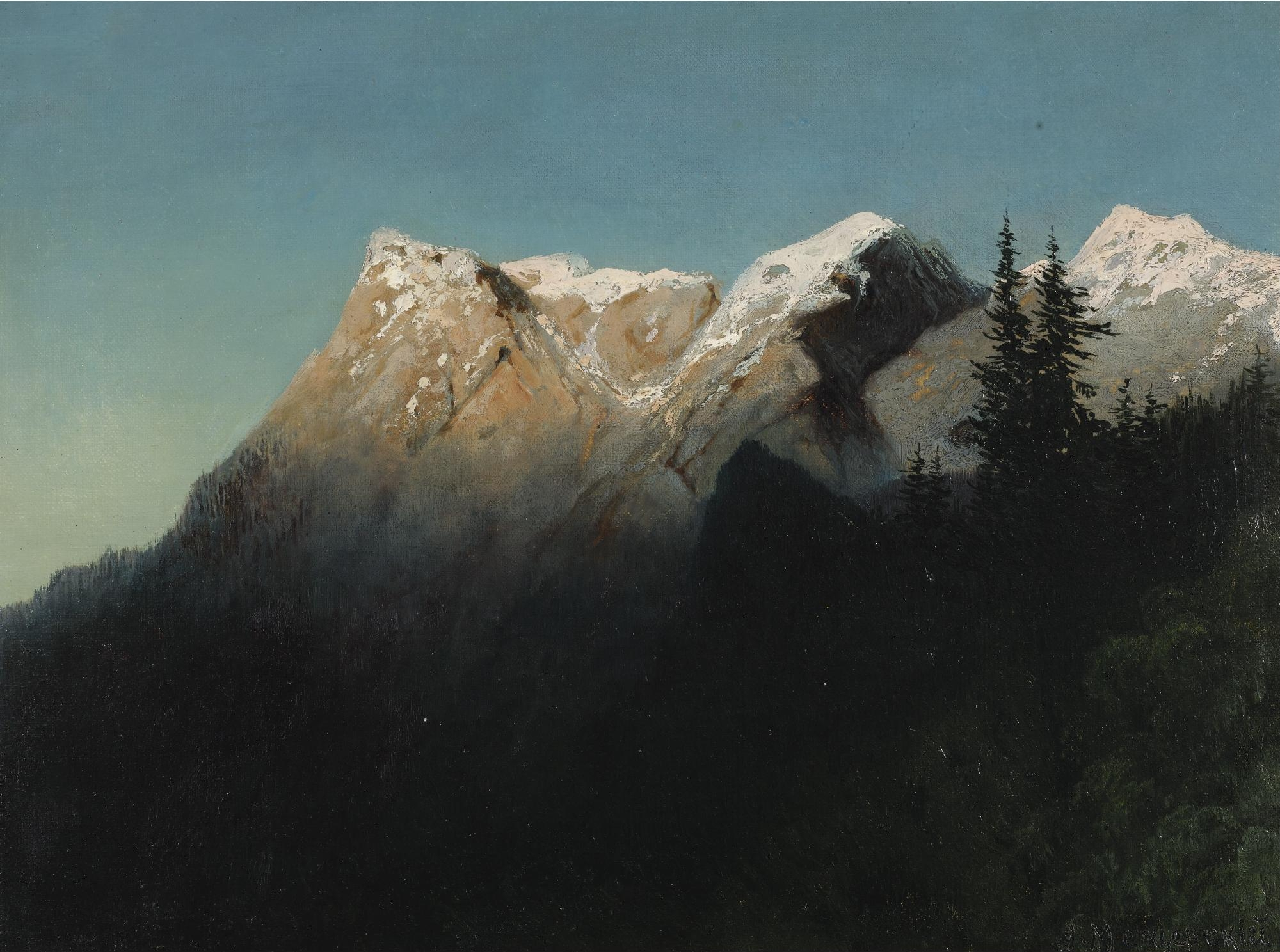
Picos de montaña en la nieve (1878)
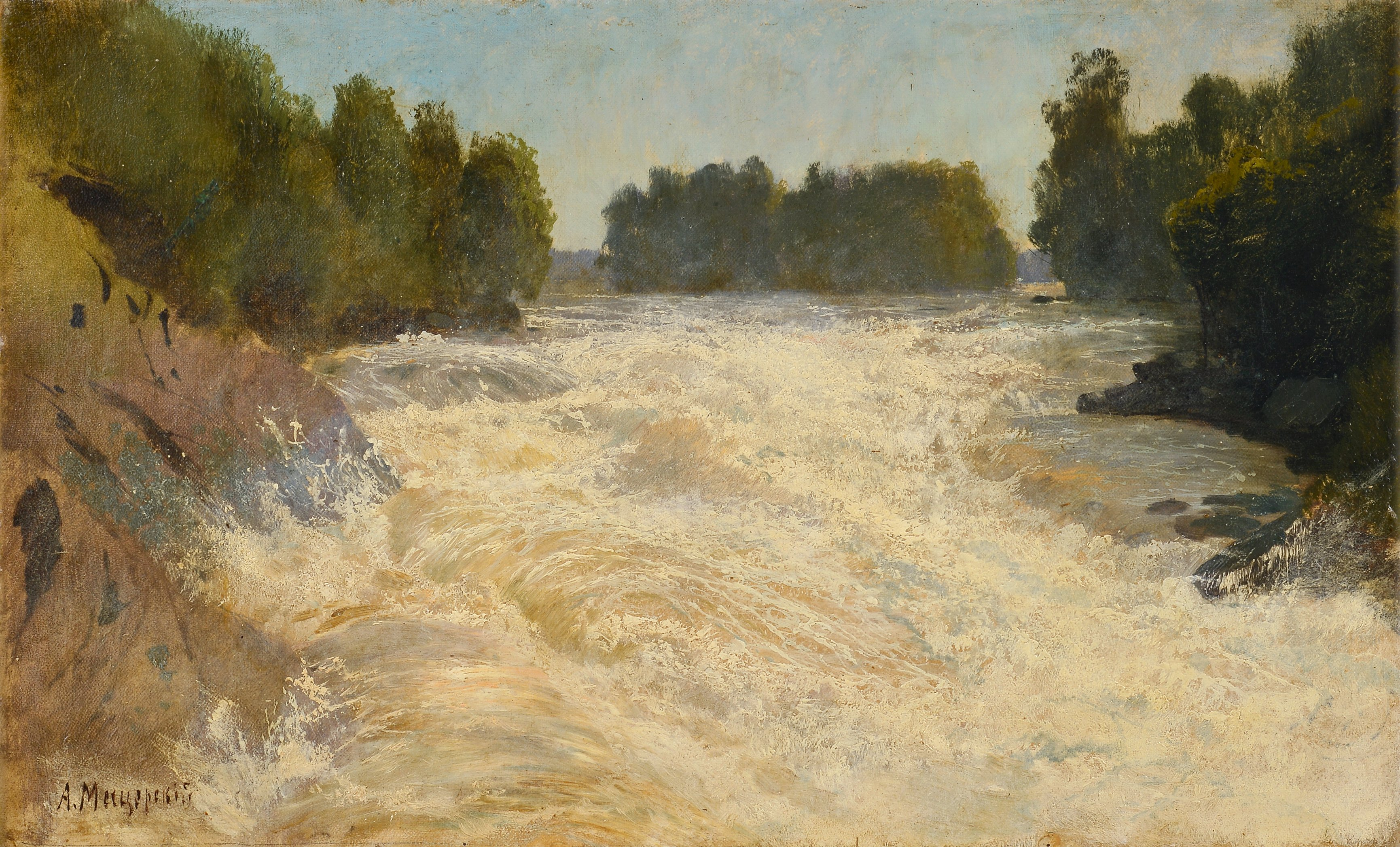
Rápidos (1886)